# Рітер (титул)

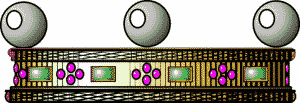
Геральдична корона лицаря

Рітер (нім. лицар) — шляхетний титул у німецькомовних регіонах. Традиційно він позначає другий аристократичний ранг (стан), що вище едлера і нижче фрайгера та барон. Використовувався XV—XX століттях у Австрії, Пруссії, Баварії, Саксонії, Священній Римській імперії, Ліхтенштейні, Люксембурзі тощо. Як і у випадку з більшістю шляхетських титулів і рангів в німецькомовних регіонах, цей стан був спадковим; позначався часткою von або zu перед прізвищем. 
З огляду на його зв’язок зі службою монарху та земельним феодалам у Середньовіччі, титул рітера вважають приблизно рівним титулу «лицар», але він є спадковим, і відповідає британському титулу баронет або італійському нобілі. Дружину ріттера називали «фрау» («пані»), а не рітерін.
У геральдиці, починаючи з кінця 18 століття, рітер часто користався короною з п’ятьма кінцями; але не всі, хто був рітером і мав герб, використовував таку корону. 
В Австрійській імперії та Австро-Угорщині титул «Ritter von» присвоювався шляхтичам, які шанувались більше, ніж звичайний «von» (лицар), але не вважалися такими, щоб отримати баронство або називатися «Freiherr».
У ХХІ столітті лицарі ордену Святого Георгія, який походить від імператора Максиміліана є династичним орденом Габсбургів називаються рітерами.